# Schneller Blauer Optischer Transient

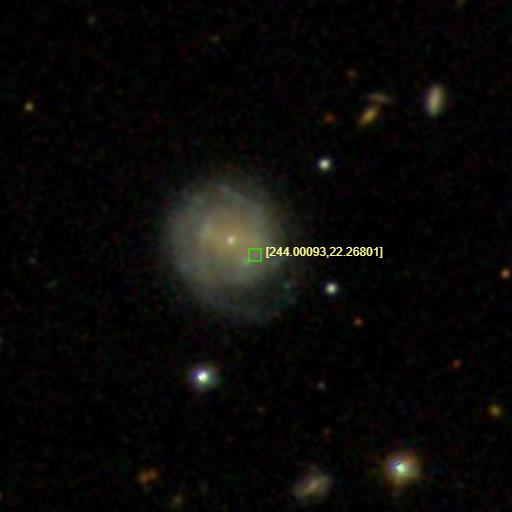
Ort des schnellen blauen optischen Transient AT2018cow

Schnelle blaue optischen Transients sind eine Gruppe von Supernovae-ähnlichen stellaren Explosionen. Sie unterscheiden sich von Supernovae durch ihren schnellen Anstieg zum Maximum, eine hohe Temperatur der Photosphäre während des Ausbruchs, das Fehlen eines zweiten Maximums durch radioaktiven Zerfall von 56Ni, eine hohe Leuchtkraft im Radiobereich, Mikrowellenbereich sowie der Röntgenstrahlung und treten ausschließlich in Zwerggalaxien auf. Alternative Bezeichnungen für schnelle blaue optische Transients sind schnell evolvierende Transients oder schnelle leuchtkräftige Transients.

## Eigenschaften
Schnelle blaue optische Transients zeigen einen schnellen Anstieg von der Explosion bis zum Maximum in 1–7 Tagen, einem raschen Abstieg t1/2 von 7 bis 12 Tagen und einer maximalen absoluten Helligkeit von MG von −16 bis −22. Dies liegt im Bereich der superleuchtkräftigen Supernovae. Die beschriebenen Eigenschaften sind nicht unähnlich einer Supernova vom Typ IIb, die das Ergebnis einer Explosion eines kompakten Sterns sind mit einer ausgedehnten, aber dünnen Wasserstoffhülle und einem frühen Shock Breakout. Im Unterschied zu Supernova vom Typ IIb sind schnelle blaue optische Transients aber deutlich leuchtkräftiger und zeigen kein zweites Maximum durch den radioaktiven Zerfall von in der Explosion erzeugter Elemente. Das Spektrum der schnellen blauen optischen Transients ist kontinuum-dominiert mit einer Schwarzkörpertemperatur von mehr als 10.000 K während des gesamten Ausbruchs, während die Photosphäre zunächst schnell expandiert und danach wieder schrumpft. Die maximale Leuchtkraft im Radio- und Mikrowellenbereich wird einige Wochen nach dem optischen Ausbruch erreicht. Im Röntgenbereich zeigt der Transient eine starke Veränderlichkeit um einen Faktor 10 innerhalb weniger Tage. Das späte optische Spektrum zeigt ausgeprägte Linien des Wasserstoff und Heliums. Diese Gruppe von Transients ist sehr selten und ist bisher nur in Zwerggalaxien aufgetreten, die metallarm sind und nur wenig Anzeichen für Sternentstehung zeigen. Im Fall von AT2018cow wurde nach dem Ausbruch eine langfristig stabile quasiperiodische Oszillation im Bereich der weichen Röntgenstrahlung mit einer Frequenz von 224 Hertz gefunden. Die quasiperiodischen Oszillationen werden wie im Fall von aktiven Kernen von Galaxien oder Röntgendoppelsternen als Folge eines Akkretionsvorgangs auf ein schwarzes Loch oder Neutronenstern interpretiert.

## Mitglieder
Stand März 2021 gehören zu den schnellen blauen optischen Transients
- AT2018cow
- AT2020xnd
- ZTF18abvkwla
- CSS161010

## Interpretation
Die Kombination der Eigenschaften der schnellen blauen optischen Transients unterscheidet sie von allen bekannten Arten von Supernovae und anderen eruptiven Veränderlichen. Die Interpretationen basieren auf
- eine ungewöhnliche Form einer Electron-Capture Supernova[7]
- oder ein relativistischer Jet in einer Fallback-Supernova[8]
- ein Tidal Disruption Event eines Weißen Zwergs[9]
- der direkte Kollaps in ein schwarzes Loch durch eines schweren Sterns mit einem nachfolgenden durch Akkretion angetriebenen Jet[10]
- Eine gemeinsame Hülle polarer Jet Supernova Gaukler. In diesem Szenario kollidiert ein polarer Jet von einem Neutronenstern mit der zirkumstellaren Materie aus einer vorherigen Wechselwirkung zwischen einem roten Überriesen und dem Neutronenstern vor der Supernovaexplosion[11]
- Einem Tidal Disruption Event eines Wolf-Rayet-Sterns in einem Doppelsternsystem mit einem schwarzen Loch oder Neutronenstern[12]